# Victor Goldbloom
Victor Charles Goldbloom, né le 31 juillet 1923 à Montréal et mort le 15 février 2016, dans la même ville, est un médecin et homme politique canadien actif au Québec.
Il est diplômé en médecine de l'Université McGill (1945) et il y a enseigné la pédiatrie pendant plusieurs années. Il est élu gouverneur de ce qui est aujourd'hui le Collège des médecins du Québec en 1962 avant d'entrer en politique.

## Carrière politique
À l'élection de juin 1966, il est élu député de la toute nouvelle circonscription provinciale de D'Arcy-McGee sous la bannière du Parti libéral du Québec. Réélu à l'élection d'avril 1970, après quatre ans dans l'opposition, il devient le premier membre de la communauté juive du Québec à être nommé au Conseil des ministres du Québec. En décembre 1970, il devient le premier titulaire du nouveau ministère de l'Environnement. En février 1973, il est aussi nommé ministre des Affaires municipales. Réélu pour un troisième mandat à l'élection d'octobre 1973, il conserve ces deux responsabilités. En novembre 1975, une tâche majeure s'ajoute à ces responsabilités, celle de ministre responsable de la Régie des installations olympiques. Réélu à l'Assemblée nationale du Québec pour un quatrième mandat à l'élection de novembre 1976, il sert jusqu'au 16 octobre 1979, date à laquelle il démissionne de son siège.
Après sa carrière de parlementaire, il occupa plusieurs postes importants au sein de l'administration publique québécoise. Il sera président du Bureau d'audiences publiques sur l'environnement (BAPE) du 1er septembre 1987 au 15 janvier 1990. Le 26 juin 1989, le contenu d'une lettre confidentielle qu'il aurait envoyée à la ministre de l'environnement Lise Bacon fut publié dans les médias. Dans cette lettre, Goldbloom suggérait de cacher au public l'ampleur des dangers des produits toxiques disséminés à travers la province. Il écrivit: « Je suis convaincu que la présentation de statistiques sur les déchets dangereux, d'énumérations de leurs impacts environnementaux et de descriptions sur leur toxicologie et leur potentiel cancérigène, ne pourra que provoquer de l'inquiétude et des demandes pressantes d'action ». À la suite de cette fuite, Greenpeace demanda la démission de Gloomberg, jugeant qu'il avait perdu sa crédibilité. Dans la même affaire, Goldbloom fut aussi critiqué par Lise Bacon pour ne pas avoir été réclamer au conseil de trésor les sommes nécessaires pour mener à bien l'étude sur les produits toxiques, et laissé entendre dans un discours à l'Assemblée nationale qu'il devait démissionner. Il resta finalement en poste huit mois de plus.
Puis, Goldbloom devient commissaire aux langues officielles de 1991 à 1999. Au cours de son mandat, le commissaire Goldbloom mène une étude d'envergure portant sur la disponibilité des services dans les deux langues officielles dans les bureaux désignés bilingues. Elle conclut que beaucoup reste encore à faire pour renforcer le bilinguisme institutionnel au sein du gouvernement fédéral.
Il est à partir du 19 septembre 2002 président du Conseil d'administration de la Régie régionale de la santé et des services sociaux de Montréal-Centre.
Il est membre-fondateur du conseil d'administration de la Fondation-Jules et Paul-Émile Léger, de la Fondation Jean Lesage, du Musée des religions de Nicolet et du Conseil canadien pour le commerce autochtone.
Le fonds d’archives de Victor Goldbloom est conservé au centre d’archives de Québec de la Bibliothèque et Archives nationales du Québec.

## Œuvres
- Building Bridges, Mcgill-Queens University Press, 2015
- Les ponts du dialogue, Éditions du Marais ; 1st edition (2015)

## Honneurs
- 1983 - Officier de l'Ordre du Canada
- 1991 - Officier de l'Ordre national du Québec
- 1994 - Doctorat honorifique de l'Université d'Ottawa
- 1996 - Doctorat honorifique de l'Université Sainte-Anne
- 1996 - Prix James H. Graham du Collège royal des médecins et chirurgiens du Canada